# Super Rugby Aupiki 2023
Super Rugby Aupiki 2023 fu la 2ª edizione del Super Rugby Aupiki, competizione nazionale neozelandese per franchise professionistiche di rugby a 15 femminile.
Si tenne dal 25 febbraio 2023 al 25 marzo 2023 tra 4 squadre con la formula del girone unico e successivi play-off, e per esigenze commerciali legate a diritti di naming il torneo fu noto come 2023 Sky Super Rugby Aupiki.
In tale edizione fu possibile procedere con i play-off essendo venute meno le ragioni sanitarie che avevano ridotto il formato del torneo precedente.
La gara finale, che si tenne al Waikato Stadium di Hamilton, vide di fronte le campionesse uscenti Chiefs Manawa contrapposte al Matatū, unica rappresentante dell'Isola del Sud e ultima in classifica la stagione precedente; furono queste ultime a imporsi 33-31 al termine di un incontro combattutissimo risolto da 23 punti personali di Renee Holmes, autrice di due mete, altrettante trasformazioni e tre piazzati per la compagine di Christchurch.
Se per Matatu fu il primo titolo, per le Chiefs si trattò della prima sconfitta in gara ufficiale dalla loro fondazione.
Nella finale per il terzo posto, le Hurricanes Poua di Wellington si imposero 29-24 sulle Blues Women di Auckland.
Il valore delle marcature, come stabilito da World Rugby nel 2017, è: 5 punti per ciascuna meta (7 se trasformata), 7 punti per la meta tecnica, 3 punti per la realizzazione di ciascun calcio piazzato, idem per il drop.

## Formato
Nella stagione regolare le quattro squadre si incontrarono con la formula del girone unico in gare di sola andata.
Alla fine di tale fase la prima squadra classificata del girone disputò la semifinale contro la quarta, mentre la seconda contro la terza; le due vincitrici giocarono per il titolo e le due perdenti per il terzo posto.
Il punteggio nella fase a gironi prevedeva per ogni incontro 4 punti per la vittoria, 2 punti ciascuno per il pareggio, zero per la sconfitta più eventuali punti di bonus (1 per ciascuna squadra che segni almeno 4 mete in un incontro, 1 per la squadra perdente se la sconfitta è uguale o inferiore a 7 punti di scarto).

## Squadre partecipanti
| Squadra         | Province                                           |
| --------------- | -------------------------------------------------- |
| Blues Women     | Auckland, North Harbour, Northland                 |
| Chiefs Manawa   | Bay of Plenty, Counties Manukau, Waikato, Taranaki |
| Hurricanes Poua | Hawke's Bay, Manawatu, Wellington                  |
| Matatū          | Tutte le province dell'Isola del Sud               |

## Stagione regolare

### 1ª giornata
| Arbitro: | Maggie Cogger-Orr (Auckland) |

|                                               |    | |
| Ngata-Aerengamate 2’ Leti I′iga 5’ Ferris 21’ | mt | 9’, 40+1’, 59’ Connor 26’ Kalounivale 34’ Simon 45’ C. Bremner 48’ Daals 52’ Marino-Tauhinu 77’ Faleafaga |
| Dallinger 2’, 5’, 21’                         | tr | 26’ Tubic 45’, 48’, 77’ Willison                                                                          |

| Arbitro: | Brendon Pickerill (Christchurch) |

|                                                              |    |                                                      |
| Reynolds 6’ A. Bremner 18’ Mataele 27’ Hiini 32’ Jenkins 44’ | mt | 30’ Gago 39’, 51’ Kolose 64’ Vaha′akolo 80+2’ Fisher |
| Holmes 6’, 18’, 32’, 44’                                     | tr | 30’, 39’, 51’ Demant                                 |

### 2ª giornata
| Arbitro: | Natarsha Ganley (Auckland) |

|                                           |      |                                                                    |
| Kolose 15’, 74’ Vaipulu 50’, 56’ Roos 71’ | mt   | 11’ Connor 24’, 61’ Daals 30’, 40+1’, 63’ Paul 77’ Houpapa-Barrett |
| Demant 16’, 50’, 58’ Cottrell 71’         | tr   | 11’, 24’, 30’, 40+1’, 61’, 63’ Tubic                               |
|                                           | c.p. | 9’ Tubic                                                           |

| Arbitro: | Michael Winter (Hamilton) |

|                                            |      |                                                    |
| Reynolds 10’ Holmes 39’, 70’ Brooker 40+2’ | mt   | 27’ Leti-I′iga 42’, 63’ Stephens-Daly 58’ Ngan-Woo |
| Holmes 39’, 40+2’                          | tr   | 58’ Dallinger                                      |
|                                            | c.p. | 37’ I. Waterman                                    |

### 3ª giornata
| Arbitro: | Maggie Cogger-Orr (Auckland) |

|                                                                                   |      |                                                                             |
| Paul 15’ Connor 24’ Simon 32’ Daals 39’, 44’ Fitzgerald 40+4’ Houpapa-Barrett 66’ | mt   | 3’ Robins-Reti 16’ Kelly 22’ Steinmetz 72’ Delamere 75’ Jenkins 79’ Brooker |
| Tubic 24’, 39’, 40+4’ Willison 44’                                                | tr   | 3’, 22’, 72’, 79’ Holmes                                                    |
| Tubic 19’                                                                         | c.p. |                                                                             |

| Arbitro: | Nick Hogan (Wellington) |

|                                     |      |                                                            |
| Stephens-Daly 27’, 49’ Ngan-Woo 42’ | mt   | 13’ Vaha'akolo 45’ R. Demant 73’, 80’ Maliepo 76’ Cottrell |
| Dallinger 27’, 42’                  | tr   | 45’ R. Demant 76’, 80’ Cottrell                            |
| I. Waterman 64’                     | c.p. |                                                            |

#### Classifica
| Pos | Squadra         | G | V | N | P | PF  | PS  | DP  | BMP | Pt |
| --- | --------------- | - | - | - | - | --- | --- | --- | --- | -- |
| 1   | Chiefs Manawa   | 3 | 3 | 0 | 0 | 149 | 92  | +57 | 1   | 13 |
| 2   | Matatū          | 3 | 1 | 0 | 2 | 95  | 102 | −7  | 1   | 5  |
| 3   | Blues Women     | 3 | 1 | 0 | 2 | 95  | 105 | −10 | 1   | 5  |
| 4   | Hurricanes Poua | 3 | 1 | 0 | 2 | 68  | 108 | −40 | 0   | 4  |

## Play-off
|  | Semifinali | Semifinali      | Semifinali    |               |        | Finale          | Finale          | Finale          |  |
|  |            |                 |               |               |        |                 |                 |                 |  |
|  | 1          | Chiefs Manawa   | 43            |               |        |                 |                 |                 |  |
|  | 1          | Chiefs Manawa   | 43            |               |        |                 |                 |                 |  |
|  | 4          | Hurricanes Poua | 21            |               |        |                 |                 |                 |  |
|  | 4          | Hurricanes Poua | 21            |               | Matatū | Matatū          | 33              |                 |  |
|  |            |                 |               |               | Matatū | Matatū          | 33              |                 |  |
|  |            |                 | Chiefs Manawa | Chiefs Manawa | 31     |                 |                 |                 |  |
|  | 2          | Matatū          | Chiefs Manawa | Chiefs Manawa | 31     | 26              |                 |                 |  |
|  | 2          | Matatū          |               |               |        | 26              |                 |                 |  |
|  | 3          | Blues Women     | 23            |               |        | Finale 3º posto | Finale 3º posto | Finale 3º posto |  |
|  | 3          | Blues Women     | 23            |               |        |                 |                 |                 |  |
|  |            |                 |               |               |        |                 |                 |                 |  |
|  |            |                 |               |               |        | Hurricanes Poua | Hurricanes Poua | 29              |  |
|  |            |                 |               |               |        | Hurricanes Poua | Hurricanes Poua | 29              |  |
|  |            |                 |               |               |        | Blues Women     | Blues Women     | 24              |  |

### Semifinali
| Arbitro: | Michael Winter (Hamilton) |

|                                        |      |                                             |
| Reynolds 14’ Robins-Reti 34’, 40’, 72’ | mt   | 18’ Vaha’akolo 49’ Maliepo 69’ Mikaele-Tu’u |
| Holmes 14’, 40’, 72’                   | tr   | 49’ Cottrell                                |
|                                        | c.p. | 4’, 9’ Cottrell                             |

| Arbitro: | Natarsha Ganley (Auckland) |

|                                                           |      |                                                |
| Hohepa 3’ Willison 12’, 59’ Connor 20’ Simon 43’ Paul 70’ | mt   | 7’ Ngata-Aerengamate 40+4’ Olsen-Baker 55’ Sae |
| Willison 3’, 12’, 20’, 43’, 59’                           | tr   | 7’, 40+4’, 55’ Waterman                        |
| Tubic 77’                                                 | c.p. |                                                |

### Finale per il 3º posto
| Arbitro: | Natarsha Ganley (Auckland) |

|                                                    |      |                                                 |
| Rain Stephens-Daly 4’ Tagoai 13’, 17’ Waterman 50’ | mt   | 31’ Kolose 38’ Gago 46’ Lafaele 79’ H. Williams |
| Waterman 4’, 13’, 17’                              | tr   | 31’, 38’ Cottrell                               |
| Waterman 77’                                       | c.p. |                                                 |

### Finale
| Arbitro: | Nick Hogan (Wellington) |

|                                                            |      |                                      |
| Kalounivale 4’, 18’ Marino-Tauhinu 12’ Paul 36’ Connor 78’ | mt   | 23’ Rule 25’, 58’ Holmes 31’ Mataele |
| Willison 4’, 18’, 36’                                      | tr   | 23’, 31’ Holmes                      |
|                                                            | c.p. | 30’, 64’, 74’ Holmes                 |